# Jared Harris
Jared Francis Harris, britansko-ameriški filmski in televizijski igralec * 24. avgust 1961 Hammersmith, London, Združeno Kraljestvo.                                                            
Harrisove najbolj znane vloge vključujejo Lane Pryce v televizijski dramski seriji Zmešan človek, za katero je prejel nominacijo za nagrado Primetime Emmy za izjemnega stranskega igralca v dramski seriji, David Robert Jones v znanstvenofantastični seriji Fringe, Kralj George VI v zgodovinski seriji The Crown, Anderson Dawes v znanstvenofantastični seriji The Expanse, kapitan Francis Crozier v seriji AMC The Terror in Valerij Legasov v HBO-jevi miniseriji Černobil, za katero je osvojil televizijsko nagrado Britanske akademije za najboljšega igralca in bil nominiran za nagrado Primetime Emmy 2019, Nagrada za izjemnega glavnega igralca v omejeni seriji ali filmu. Pomembne stranske vloge je imel tudi v filmih, kot so Mr. Deeds (2002), Nenavaden primer Benjamina Buttona (2008), Sherlock Holmes: Igra senc (2011), Lincoln (2012) in Allied (2016).
Harris je trikrat poročen in dvakrat ločen. S svojo tretjo ženo živi v Los Angelesu.